# Bock Baker
Pour les articles homonymes, voir Baker.
Charles Baker, dit Bock Baker, né le 17 juillet 1878 à Troy (New York) et décédé le 17 août 1940 à New York, est un joueur américain de baseball qui évolue en ligues majeures en 1901. Ce lanceur partant dispute deux matches entre avril et mai 1901 pour deux formations différentes : Cleveland Blues et Philadelphia Athletics. 

## Carrière
Pour ses débuts en Ligue majeure, Baker accorde 23 coups sûrs au cours d'une déroute 13-1 contre Chicago le 28 avril 1901. Il est transféré chez les Athletics de Philadelphie le 1er mai et joue une rencontre le 13 mai en Ligue majeure. C'est une nouvelle défaite. Lors de ses sept passages au bâton, il frappe un coup sûr pour un point produit avec les Athletics. Baker disparait des effectifs de Ligue majeure après ces débuts décevants.